# New London (Connecticut)
New London város az USA Connecticut államában, [[|Southeastern Connecticut Planning  megyében]], melynek megyeszékhelye is. Lakosainak száma 27 367 fő (2020. április 1.).